# Horná Ždaňa
Horná Ždaňa és un poble i municipi d'Eslovàquia. Es troba a la regió de Banská Bystrica.

## Història
La primera menció escrita de la vila es remunta al 1391.

## Demografia
| Godina             | 1994 | 2004   | 2014   | 2024   |
| ------------------ | ---- | ------ | ------ | ------ |
| Nombre de persones | 510  | 542    | 553    | 528    |
| Diferència         |      | +6,27% | +2,02% | −4,52% |

| Godina             | 2023 | 2024   |
| ------------------ | ---- | ------ |
| Nombre de persones | 535  | 528    |
| Diferència         |      | −1,30% |